# 米凯莱·马斯特罗马里诺
米凯莱·马斯特罗马里诺（義大利語：Michele Mastromarino，1894年11月1日—1986年6月25日），生于卡利亚里，意大利前男子竞技体操运动员。他曾获得1920年夏季奥运会体操比赛男子团体全能金牌。